# Oxpoconazol
Oxpoconazol ist eine chemische Verbindung aus der Gruppe der Imidazole und ein Fungizid aus der Klasse der Conazole. Oxpoconazol wurde von Otsuka Chemical und Ube Industries entwickelt und im Jahr 2000 eingeführt. Es wird als Fumarat eingesetzt.

## Verwendung

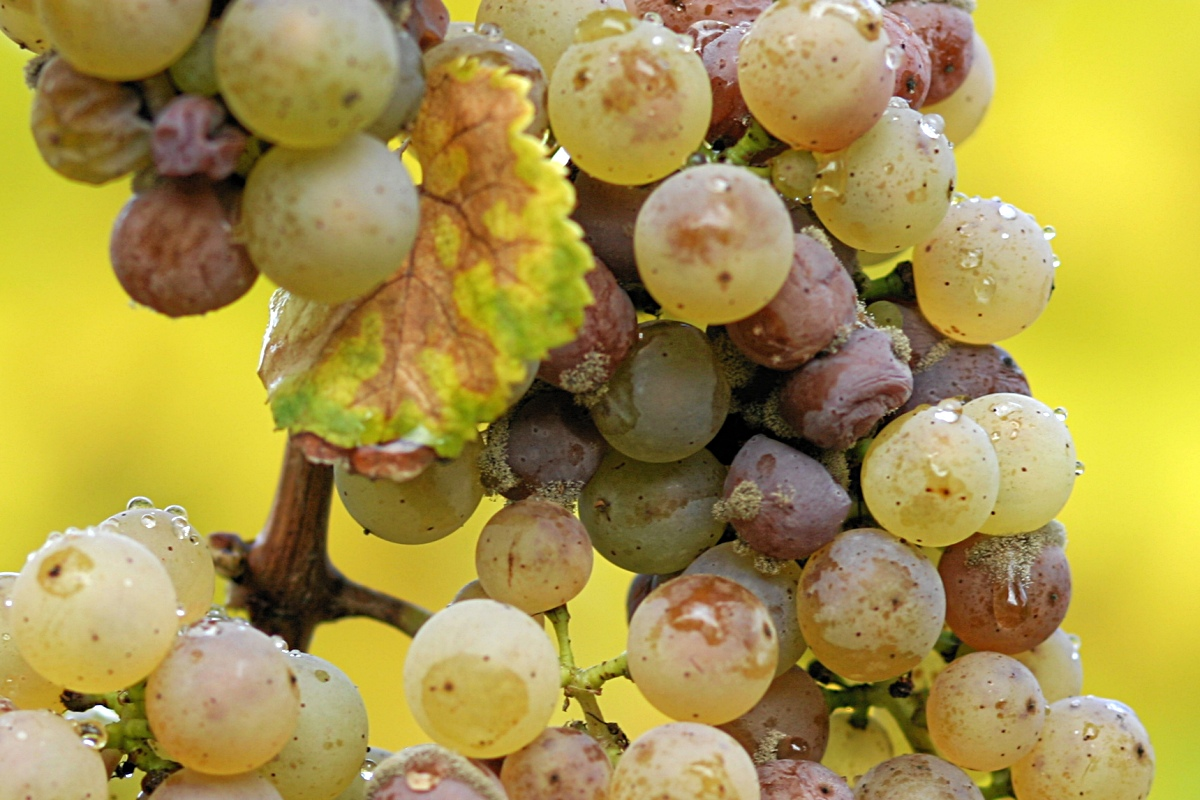
Botrytis auf Riesling-Weitrauben

Oxpconazol-fumarat wird gegen Botrytis spp., Alternaria spp., Sclerotinia spp. und Monilia spp. im Obst- und Gemüseanbau verwendet.

## Zulassung
In den Staaten der EU und in der Schweiz sind keine Pflanzenschutzmittel mit diesem Wirkstoff zugelassen.